# Cantón de Montereau-Fault-Yonne
El cantón de Montereau-Fault-Yonne es una división administrativa francesa, situada en el departamento de Sena y Marne y la región Isla de Francia.

## Geografía
Este cantón es organizado alrededor de Montereau-Fault-Yonne en él distrito de Provins.

## Composición
El Cantón de Montereau-Fault-Yonne agrupa 14 comunas:
- Barbey
- Cannes-Écluse
- Courcelles-en-Bassée
- Esmans
- Forges
- La Brosse-Montceaux
- La Grande-Paroisse
- Laval-en-Brie
- Marolles-sur-Seine
- Misy-sur-Yonne
- Montereau-Fault-Yonne
- Saint-Germain-Laval
- Salins
- Varennes-sur-Seine

## Demografía
| 29,674 | 32,769 | 32,693 | 33,281 | 33,635 | 34,022 | 33,934 |
| Para los censos de 1962 a 1999 la población legal corresponde a la población sin duplicidades (Fuente: INSEE [Consultar]) |        |        |        |        |        |        |